# Anthophora iole
Anthophora iole là một loài Hymenoptera trong họ Apidae. Loài này được Bingham mô tả khoa học năm 1898.